# Día del Padre
El Día del Padre es una festividad que se celebra en honor a los padres. Su día de celebración varía según el país y la costumbre; algunos países la celebran en un día que corresponde a una tradición religiosa, y otros que han establecido una fecha basada en el calendario civil. 
En la tradición católica se conmemora originalmente el 19 de marzo, día de San José, padre de Jesús, si bien muchos países europeos y la mayoría de iberoamericanos, entre otros, adoptaron la fecha estadounidense (algunos toman como ejemplo de hombre y vida a San José).

## Tabla de fechas por país
La fecha oficial reconocida como Día del Padre varía  según el país. En esta sección se enumeran algunos ejemplos significativos, ordenados por fecha de conmemoración.
| Calendario Gregoriano | Calendario Gregoriano | Calendario Gregoriano | Calendario Gregoriano | Calendario Gregoriano | Calendario Gregoriano | Calendario Gregoriano | Calendario Gregoriano | |
| Fecha | País | País | País | País | País | País | | |
| --- | --- | --- | --- | --- | --- | --- | --- | --- |
| 19 de marzo | - Andorra (Día del Pare) - Bélgica (Amberes) - Bolivia - Croacia - España - Honduras - Italia (Festa del Papà) - Liechtenstein - Marruecos (يوم الأب (yawm al'ab)) - Mozambique (Dia do Pai) - Portugal (Dia do Pai) - Suiza (Canton Ticino. Resto del país: primer domingo de junio) | - Andorra (Día del Pare) - Bélgica (Amberes) - Bolivia - Croacia - España - Honduras - Italia (Festa del Papà) - Liechtenstein - Marruecos (يوم الأب (yawm al'ab)) - Mozambique (Dia do Pai) - Portugal (Dia do Pai) - Suiza (Canton Ticino. Resto del país: primer domingo de junio) | - Andorra (Día del Pare) - Bélgica (Amberes) - Bolivia - Croacia - España - Honduras - Italia (Festa del Papà) - Liechtenstein - Marruecos (يوم الأب (yawm al'ab)) - Mozambique (Dia do Pai) - Portugal (Dia do Pai) - Suiza (Canton Ticino. Resto del país: primer domingo de junio) | - Andorra (Día del Pare) - Bélgica (Amberes) - Bolivia - Croacia - España - Honduras - Italia (Festa del Papà) - Liechtenstein - Marruecos (يوم الأب (yawm al'ab)) - Mozambique (Dia do Pai) - Portugal (Dia do Pai) - Suiza (Canton Ticino. Resto del país: primer domingo de junio) | - Andorra (Día del Pare) - Bélgica (Amberes) - Bolivia - Croacia - España - Honduras - Italia (Festa del Papà) - Liechtenstein - Marruecos (يوم الأب (yawm al'ab)) - Mozambique (Dia do Pai) - Portugal (Dia do Pai) - Suiza (Canton Ticino. Resto del país: primer domingo de junio) | - Andorra (Día del Pare) - Bélgica (Amberes) - Bolivia - Croacia - España - Honduras - Italia (Festa del Papà) - Liechtenstein - Marruecos (يوم الأب (yawm al'ab)) - Mozambique (Dia do Pai) - Portugal (Dia do Pai) - Suiza (Canton Ticino. Resto del país: primer domingo de junio) | - Andorra (Día del Pare) - Bélgica (Amberes) - Bolivia - Croacia - España - Honduras - Italia (Festa del Papà) - Liechtenstein - Marruecos (يوم الأب (yawm al'ab)) - Mozambique (Dia do Pai) - Portugal (Dia do Pai) - Suiza (Canton Ticino. Resto del país: primer domingo de junio) | - Andorra (Día del Pare) - Bélgica (Amberes) - Bolivia - Croacia - España - Honduras - Italia (Festa del Papà) - Liechtenstein - Marruecos (يوم الأب (yawm al'ab)) - Mozambique (Dia do Pai) - Portugal (Dia do Pai) - Suiza (Canton Ticino. Resto del país: primer domingo de junio) |
| 8 de mayo | - Corea del Sur (Día de los Padres) | - Corea del Sur (Día de los Padres) | - Corea del Sur (Día de los Padres) | - Corea del Sur (Día de los Padres) | - Corea del Sur (Día de los Padres) | - Corea del Sur (Día de los Padres) | | |
| Segundo domingo de mayo                                                                                                  | - Rumania (Ziua Tatalui) | - Rumania (Ziua Tatalui) | - Rumania (Ziua Tatalui) | - Rumania (Ziua Tatalui) | - Rumania (Ziua Tatalui) | - Rumania (Ziua Tatalui) | | |
| Tercer domingo de mayo                                                                                                   | - Tonga | - Tonga | - Tonga | - Tonga | - Tonga | - Tonga | | |
| Día de la Ascensión | - Alemania | - Alemania | - Alemania | - Alemania | - Alemania | - Alemania | | |
| Primer domingo de junio                                                                                                  | - Lituania (Tevo diena) - Suiza (salvo Ticino: 19 de marzo) | - Lituania (Tevo diena) - Suiza (salvo Ticino: 19 de marzo) | - Lituania (Tevo diena) - Suiza (salvo Ticino: 19 de marzo) | - Lituania (Tevo diena) - Suiza (salvo Ticino: 19 de marzo) | - Lituania (Tevo diena) - Suiza (salvo Ticino: 19 de marzo) | - Lituania (Tevo diena) - Suiza (salvo Ticino: 19 de marzo) | | |
| 5 de junio | - Dinamarca (también Día de la Constitución) | - Dinamarca (también Día de la Constitución) | - Dinamarca (también Día de la Constitución) | - Dinamarca (también Día de la Constitución) | - Dinamarca (también Día de la Constitución) | - Dinamarca (también Día de la Constitución) | | |
| Segundo domingo de junio                                                                                                 | - Austria - Bélgica (salvo Amberes, que lo celebra el 19 de marzo) | - Austria - Bélgica (salvo Amberes, que lo celebra el 19 de marzo) | - Austria - Bélgica (salvo Amberes, que lo celebra el 19 de marzo) | - Austria - Bélgica (salvo Amberes, que lo celebra el 19 de marzo) | - Austria - Bélgica (salvo Amberes, que lo celebra el 19 de marzo) | - Austria - Bélgica (salvo Amberes, que lo celebra el 19 de marzo) | | |
| 17 de junio | - El Salvador - Guatemala | - El Salvador - Guatemala | - El Salvador - Guatemala | - El Salvador - Guatemala | - El Salvador - Guatemala | - El Salvador - Guatemala | | |
| Tercer domingo de junio                                                                                                  | - Afganistán - Albania - Antigua y Barbuda - Argentina (salvo en la provincia de Mendoza) - Armenia - Aruba - Bahamas - Bangladés - Barbados - Baréin - Belice - Bermudas - Brunéi - Camboya - Canadá - Catar - Chile - China - Chipre - Colombia - Costa Rica - Cuba - Curazao - Dominica - Ecuador - Eslovaquia - Estados Unidos - Etiopía - Filipinas - Francia - Ghana - Grecia - Guyana - Hong Kong - Hungría - India - Irlanda - Jamaica - Japón - Kenia - Kosovo - Kuwait - Laos - Macao - Madagascar - Malasia - Malta - Mauricio - México - Birmania - Namibia - Nigeria - Omán - Países Bajos - Pakistán - Panamá - Paraguay - Perú - Reino Unido - República Checa - Santa Lucía - San Vicente y las Granadinas - Singapur - Sri Lanka - Sudáfrica - Surinam - Trinidad y Tobago - Túnez - Turquía - Ucrania - Venezuela - Vietnam - Zambia - Zimbabue | - Afganistán - Albania - Antigua y Barbuda - Argentina (salvo en la provincia de Mendoza) - Armenia - Aruba - Bahamas - Bangladés - Barbados - Baréin - Belice - Bermudas - Brunéi - Camboya - Canadá - Catar - Chile - China - Chipre - Colombia - Costa Rica - Cuba - Curazao - Dominica - Ecuador - Eslovaquia - Estados Unidos - Etiopía - Filipinas - Francia - Ghana - Grecia - Guyana - Hong Kong - Hungría - India - Irlanda - Jamaica - Japón - Kenia - Kosovo - Kuwait - Laos - Macao - Madagascar - Malasia - Malta - Mauricio - México - Birmania - Namibia - Nigeria - Omán - Países Bajos - Pakistán - Panamá - Paraguay - Perú - Reino Unido - República Checa - Santa Lucía - San Vicente y las Granadinas - Singapur - Sri Lanka - Sudáfrica - Surinam - Trinidad y Tobago - Túnez - Turquía - Ucrania - Venezuela - Vietnam - Zambia - Zimbabue | - Afganistán - Albania - Antigua y Barbuda - Argentina (salvo en la provincia de Mendoza) - Armenia - Aruba - Bahamas - Bangladés - Barbados - Baréin - Belice - Bermudas - Brunéi - Camboya - Canadá - Catar - Chile - China - Chipre - Colombia - Costa Rica - Cuba - Curazao - Dominica - Ecuador - Eslovaquia - Estados Unidos - Etiopía - Filipinas - Francia - Ghana - Grecia - Guyana - Hong Kong - Hungría - India - Irlanda - Jamaica - Japón - Kenia - Kosovo - Kuwait - Laos - Macao - Madagascar - Malasia - Malta - Mauricio - México - Birmania - Namibia - Nigeria - Omán - Países Bajos - Pakistán - Panamá - Paraguay - Perú - Reino Unido - República Checa - Santa Lucía - San Vicente y las Granadinas - Singapur - Sri Lanka - Sudáfrica - Surinam - Trinidad y Tobago - Túnez - Turquía - Ucrania - Venezuela - Vietnam - Zambia - Zimbabue | - Afganistán - Albania - Antigua y Barbuda - Argentina (salvo en la provincia de Mendoza) - Armenia - Aruba - Bahamas - Bangladés - Barbados - Baréin - Belice - Bermudas - Brunéi - Camboya - Canadá - Catar - Chile - China - Chipre - Colombia - Costa Rica - Cuba - Curazao - Dominica - Ecuador - Eslovaquia - Estados Unidos - Etiopía - Filipinas - Francia - Ghana - Grecia - Guyana - Hong Kong - Hungría - India - Irlanda - Jamaica - Japón - Kenia - Kosovo - Kuwait - Laos - Macao - Madagascar - Malasia - Malta - Mauricio - México - Birmania - Namibia - Nigeria - Omán - Países Bajos - Pakistán - Panamá - Paraguay - Perú - Reino Unido - República Checa - Santa Lucía - San Vicente y las Granadinas - Singapur - Sri Lanka - Sudáfrica - Surinam - Trinidad y Tobago - Túnez - Turquía - Ucrania - Venezuela - Vietnam - Zambia - Zimbabue | - Afganistán - Albania - Antigua y Barbuda - Argentina (salvo en la provincia de Mendoza) - Armenia - Aruba - Bahamas - Bangladés - Barbados - Baréin - Belice - Bermudas - Brunéi - Camboya - Canadá - Catar - Chile - China - Chipre - Colombia - Costa Rica - Cuba - Curazao - Dominica - Ecuador - Eslovaquia - Estados Unidos - Etiopía - Filipinas - Francia - Ghana - Grecia - Guyana - Hong Kong - Hungría - India - Irlanda - Jamaica - Japón - Kenia - Kosovo - Kuwait - Laos - Macao - Madagascar - Malasia - Malta - Mauricio - México - Birmania - Namibia - Nigeria - Omán - Países Bajos - Pakistán - Panamá - Paraguay - Perú - Reino Unido - República Checa - Santa Lucía - San Vicente y las Granadinas - Singapur - Sri Lanka - Sudáfrica - Surinam - Trinidad y Tobago - Túnez - Turquía - Ucrania - Venezuela - Vietnam - Zambia - Zimbabue | - Afganistán - Albania - Antigua y Barbuda - Argentina (salvo en la provincia de Mendoza) - Armenia - Aruba - Bahamas - Bangladés - Barbados - Baréin - Belice - Bermudas - Brunéi - Camboya - Canadá - Catar - Chile - China - Chipre - Colombia - Costa Rica - Cuba - Curazao - Dominica - Ecuador - Eslovaquia - Estados Unidos - Etiopía - Filipinas - Francia - Ghana - Grecia - Guyana - Hong Kong - Hungría - India - Irlanda - Jamaica - Japón - Kenia - Kosovo - Kuwait - Laos - Macao - Madagascar - Malasia - Malta - Mauricio - México - Birmania - Namibia - Nigeria - Omán - Países Bajos - Pakistán - Panamá - Paraguay - Perú - Reino Unido - República Checa - Santa Lucía - San Vicente y las Granadinas - Singapur - Sri Lanka - Sudáfrica - Surinam - Trinidad y Tobago - Túnez - Turquía - Ucrania - Venezuela - Vietnam - Zambia - Zimbabue | - Afganistán - Albania - Antigua y Barbuda - Argentina (salvo en la provincia de Mendoza) - Armenia - Aruba - Bahamas - Bangladés - Barbados - Baréin - Belice - Bermudas - Brunéi - Camboya - Canadá - Catar - Chile - China - Chipre - Colombia - Costa Rica - Cuba - Curazao - Dominica - Ecuador - Eslovaquia - Estados Unidos - Etiopía - Filipinas - Francia - Ghana - Grecia - Guyana - Hong Kong - Hungría - India - Irlanda - Jamaica - Japón - Kenia - Kosovo - Kuwait - Laos - Macao - Madagascar - Malasia - Malta - Mauricio - México - Birmania - Namibia - Nigeria - Omán - Países Bajos - Pakistán - Panamá - Paraguay - Perú - Reino Unido - República Checa - Santa Lucía - San Vicente y las Granadinas - Singapur - Sri Lanka - Sudáfrica - Surinam - Trinidad y Tobago - Túnez - Turquía - Ucrania - Venezuela - Vietnam - Zambia - Zimbabue | - Afganistán - Albania - Antigua y Barbuda - Argentina (salvo en la provincia de Mendoza) - Armenia - Aruba - Bahamas - Bangladés - Barbados - Baréin - Belice - Bermudas - Brunéi - Camboya - Canadá - Catar - Chile - China - Chipre - Colombia - Costa Rica - Cuba - Curazao - Dominica - Ecuador - Eslovaquia - Estados Unidos - Etiopía - Filipinas - Francia - Ghana - Grecia - Guyana - Hong Kong - Hungría - India - Irlanda - Jamaica - Japón - Kenia - Kosovo - Kuwait - Laos - Macao - Madagascar - Malasia - Malta - Mauricio - México - Birmania - Namibia - Nigeria - Omán - Países Bajos - Pakistán - Panamá - Paraguay - Perú - Reino Unido - República Checa - Santa Lucía - San Vicente y las Granadinas - Singapur - Sri Lanka - Sudáfrica - Surinam - Trinidad y Tobago - Túnez - Turquía - Ucrania - Venezuela - Vietnam - Zambia - Zimbabue |
| 21 de junio (Primer día del verano)                                                                                      | - Egipto - Jordania - Líbano - Palestina - Siria - Uganda | - Egipto - Jordania - Líbano - Palestina - Siria - Uganda | - Egipto - Jordania - Líbano - Palestina - Siria - Uganda | - Egipto - Jordania - Líbano - Palestina - Siria - Uganda | - Egipto - Jordania - Líbano - Palestina - Siria - Uganda | - Egipto - Jordania - Líbano - Palestina - Siria - Uganda | | |
| 23 de junio | - Nicaragua - Polonia | - Nicaragua - Polonia | - Nicaragua - Polonia | - Nicaragua - Polonia | - Nicaragua - Polonia | - Nicaragua - Polonia | - Nicaragua - Polonia | - Nicaragua - Polonia |
| Último domingo de junio                                                                                                  | - Haití | - Haití | - Haití | - Haití | - Haití | - Haití | - Haití | - Haití |
| | | | | | | | | |
| Segundo domingo de julio                                                                                                 | - Uruguay | - Uruguay | - Uruguay | - Uruguay | - Uruguay | - Uruguay | - Uruguay | - Uruguay |
| Último domingo de julio                                                                                                  | - República Dominicana | - República Dominicana | - República Dominicana | - República Dominicana | - República Dominicana | - República Dominicana | - República Dominicana | - República Dominicana |
| 8 de agosto | - Taiwán | - Taiwán | - Taiwán | - Taiwán | - Taiwán | - Taiwán | - Taiwán | - Taiwán |
| Segundo domingo de agosto                                                                                                | - Brasil - Samoa | - Brasil - Samoa | - Brasil - Samoa | - Brasil - Samoa | - Brasil - Samoa | - Brasil - Samoa | - Brasil - Samoa | - Brasil - Samoa |
| 24 de agosto | - Argentina (Provincia de Mendoza) | - Argentina (Provincia de Mendoza) | - Argentina (Provincia de Mendoza) | - Argentina (Provincia de Mendoza) | - Argentina (Provincia de Mendoza) | - Argentina (Provincia de Mendoza) | - Argentina (Provincia de Mendoza) | - Argentina (Provincia de Mendoza) |
| Primer domingo de septiembre                                                                                             | - Australia - Fiyi - Nueva Zelanda - Papúa Nueva Guinea | - Australia - Fiyi - Nueva Zelanda - Papúa Nueva Guinea | - Australia - Fiyi - Nueva Zelanda - Papúa Nueva Guinea | - Australia - Fiyi - Nueva Zelanda - Papúa Nueva Guinea | - Australia - Fiyi - Nueva Zelanda - Papúa Nueva Guinea | - Australia - Fiyi - Nueva Zelanda - Papúa Nueva Guinea | - Australia - Fiyi - Nueva Zelanda - Papúa Nueva Guinea | - Australia - Fiyi - Nueva Zelanda - Papúa Nueva Guinea |
| Segundo domingo de septiembre                                                                                            | - Letonia | - Letonia | - Letonia | - Letonia | - Letonia | - Letonia | - Letonia | - Letonia |
| Primer domingo de octubre                                                                                                | - Luxemburgo | - Luxemburgo | - Luxemburgo | - Luxemburgo | - Luxemburgo | - Luxemburgo | - Luxemburgo | - Luxemburgo |
| Tercer domingo de octubre                                                                                                | - Rusia (День отца) | - Rusia (День отца) | - Rusia (День отца) | - Rusia (День отца) | - Rusia (День отца) | - Rusia (День отца) | - Rusia (День отца) | - Rusia (День отца) |
| Segundo domingo de noviembre                                                                                             | - Estonia (Isadepäev) - Finlandia (Isänpäivä) - Islandia - Noruega - Suecia | - Estonia (Isadepäev) - Finlandia (Isänpäivä) - Islandia - Noruega - Suecia | - Estonia (Isadepäev) - Finlandia (Isänpäivä) - Islandia - Noruega - Suecia | - Estonia (Isadepäev) - Finlandia (Isänpäivä) - Islandia - Noruega - Suecia | - Estonia (Isadepäev) - Finlandia (Isänpäivä) - Islandia - Noruega - Suecia | - Estonia (Isadepäev) - Finlandia (Isänpäivä) - Islandia - Noruega - Suecia | - Estonia (Isadepäev) - Finlandia (Isänpäivä) - Islandia - Noruega - Suecia | - Estonia (Isadepäev) - Finlandia (Isänpäivä) - Islandia - Noruega - Suecia |
| 12 de noviembre | - Indonesia | - Indonesia | - Indonesia | - Indonesia | - Indonesia | - Indonesia | - Indonesia | - Indonesia |
| 5 de diciembre | - Tailandia (Cumpleaños del Rey Bhumibol) | - Tailandia (Cumpleaños del Rey Bhumibol) | - Tailandia (Cumpleaños del Rey Bhumibol) | - Tailandia (Cumpleaños del Rey Bhumibol) | - Tailandia (Cumpleaños del Rey Bhumibol) | - Tailandia (Cumpleaños del Rey Bhumibol) | - Tailandia (Cumpleaños del Rey Bhumibol) | - Tailandia (Cumpleaños del Rey Bhumibol) |
| 26 de diciembre | - Bulgaria (Ден на бащата (transliteración Den na Bashtata)) | - Bulgaria (Ден на бащата (transliteración Den na Bashtata)) | - Bulgaria (Ден на бащата (transliteración Den na Bashtata)) | - Bulgaria (Ден на бащата (transliteración Den na Bashtata)) | - Bulgaria (Ден на бащата (transliteración Den na Bashtata)) | - Bulgaria (Ден на бащата (transliteración Den na Bashtata)) | - Bulgaria (Ден на бащата (transliteración Den na Bashtata)) | - Bulgaria (Ден на бащата (transliteración Den na Bashtata)) |
| Calendario Hindú | | | | | | | | |
| Definición | Fechas | País/territorio | País/territorio | País/territorio | País/territorio | País/territorio | País/territorio | |
| Bhadrapada Amavasya (Gokarna Aunsi)                                                                                      | Entre el 30 de agosto y el 30 de septiembre | - Nepal | | | | | | |
| Calendario islámico | | | | | | | | |
| Ocurrencia | Fechas | País/territorio | País/territorio | País/territorio | País/territorio | País/territorio | País/territorio | |
| 13 de Rayab | Movible | - Arabia Saudita - Argelia - Baréin - Catar - Comoras - Egipto - Emiratos Árabes Unidos - Irán - Irak - Jordania - Kuwait - Líbano - Libia - Marruecos - Mauritania - Omán - Palestina - Siria - Somalia - Sudán - Túnez - Yemen - Yibuti | | | | | | |
| Pertenecientes a La Iglesia católica (Está compuesta por 24 Iglesias: Iglesia latina y 23 Iglesias católicas orientales) | | | | | | | | |
| Ocurrencia | Fechas | País/territorio | País/territorio | País/territorio | País/territorio | País/territorio | País/territorio | |
| San José de Nazaret | 19 de marzo | | | | | | | |

## Tradiciones en América

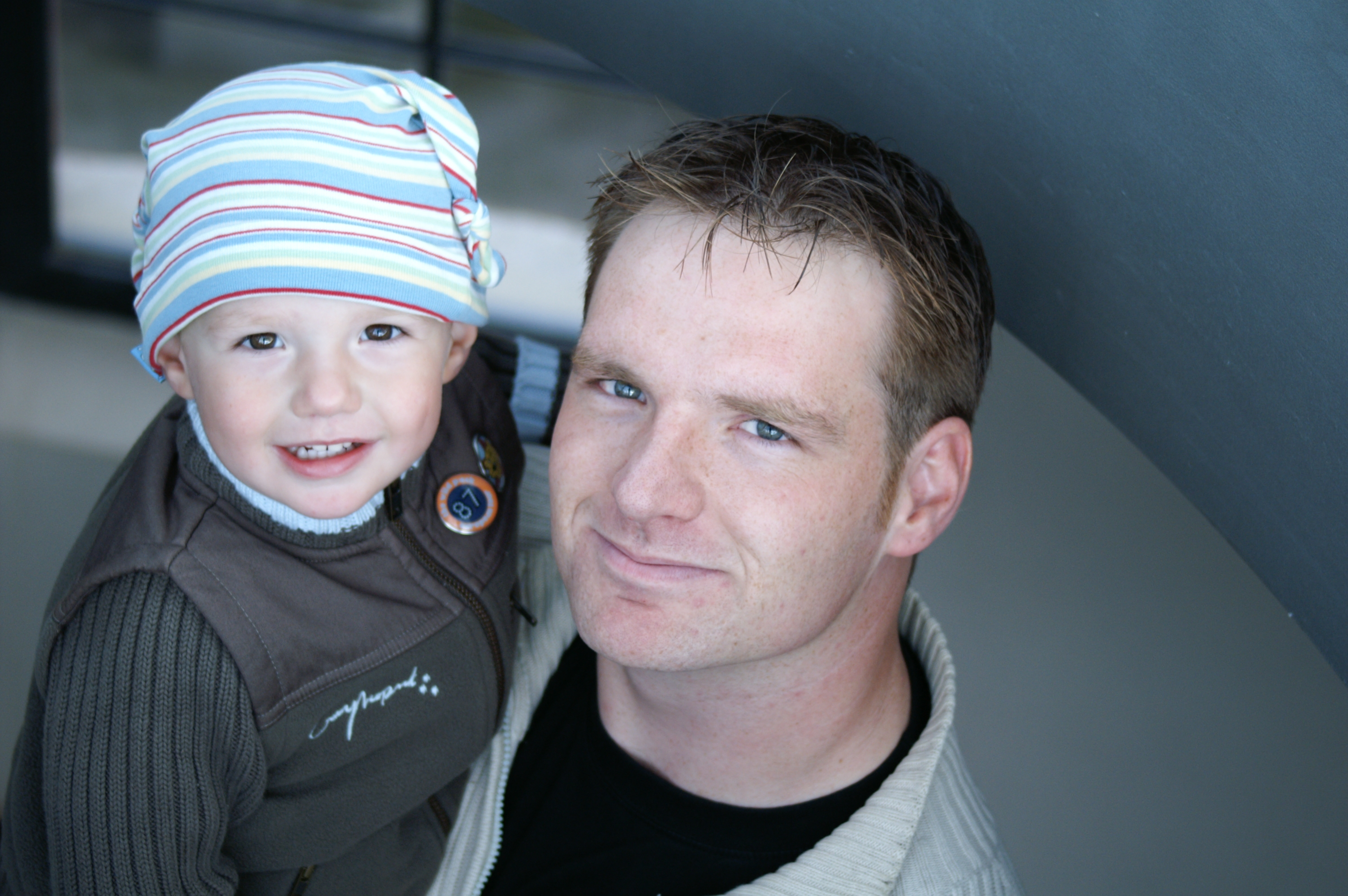
Fotografía del día del padre. Retrato de padre e hijo, Alemania; septiembre de 2006.

### Argentina
En Argentina el primer festejo se realizó un 24 de agosto de 1958, en honor a José de San Martín, considerado el Padre de la Patria Argentina. Así, en honor a San Martín, se había elegido la fecha del nacimiento de su hija Mercedes Tomasa de San Martín y Escalada el 24 de agosto de 1816 en la provincia de Mendoza, Argentina y así homenajear a todos los padres. Hoy en día se celebra el tercer domingo de junio.

### Bolivia
En Bolivia se festeja el 19 de marzo, día de San José según la tradición católica (santo patrono de los carpinteros); según la Biblia, José, el padre de Jesús, era carpintero.
En ese mismo día también se festeja el día del carpintero.

### Brasil
En Brasil se celebra el segundo domingo de agosto.

### Canadá
En Canadá se celebra el tercer domingo de junio.

### Chile
En Chile, la fecha establecida oficialmente es el 19 de junio, pero se suele trasladar al tercer domingo de dicho mes.

### Colombia
En Colombia, el día del padre se celebra el tercer domingo de junio. Sin embargo, en el 2018, se modificó la fecha para que no coincidiera en ese año con las elecciones nacionales presidenciales, pasándolo para el cuarto domingo del mismo mes (24 de junio de 2018) y para el año 2022, que coincidió igualmente con las fechas de elecciones, se pasó para el 26 de junio (cuarto domingo del mes).

### Costa Rica
En Costa Rica se celebra el tercer domingo de junio. A partir del 2018, se crea un proyecto de ley número 19.985 el cual establece el 17 de junio de cada año como la fecha oficial para celebrar el día del padre, el cual aún no ha sido aprobada por la Asamblea Legislativa. La mayoría de los costarricenses[¿quién?] no aceptan ese cambio de fecha sugerido por una empresa comercial para que coincida con fecha de pago de salarios y aprovechar para hacer promociones, o sea, la sugerencia es con fines de lucro específicamente. Prefieren que siga siendo el tercer domingo de junio, así por ser domingo, día de descanso los hijos puedan celebrarlo con sus padres.

### Cuba
En Cuba se celebra el tercer domingo del mes de junio.

### Ecuador
En Ecuador se celebra en el tercer domingo del mes de junio, es decir, cada 18 de junio, cada año se celebra el día del padre. En realidad, la fecha cambia ya que no siempre el tercer domingo de junio es fecha 18. O sea, como en Argentina, Chile y muchos países más se celebra cada tercer domingo de junio.

### El Salvador
En El Salvador el festejo es el 17 de junio. Y es un asueto nacional.

### Estados Unidos
En Estados Unidos el primer Día del Padre tuvo lugar en Washington el 19 de junio de 1910. Sonora Smart Dodd, una mujer hija de William Jackson Smart y Ellen Victory Cheek-Billingsley, impulsó el día del padre debido a que habiendo él enviudado cuando ella tenía 16 años continuó de manera ejemplar la crianza de sus 6 hijos. El nacimiento de su último hijo fue la causa de la muerte de su mujer. Ante ese actuar, Sonora, ya casada con John Dodd, en 1909 progresó su propuesta del festejo y se estableció el tercer domingo de junio de 1910. Se celebraron misas como homenaje a los padres en varias ciudades de Estados Unidos. Oficialmente se celebra en todos los Estados Unidos desde 1924 cuando el presidente Calvin Coolidge lo declaró como celebración nacional. En 1966 el presidente Lyndon B. Johnson firmó una proclamación que declaraba el tercer domingo de junio como fecha para la celebración del Día del Padre, y Richard Nixon en 1972 lo convirtió en Ley.

### Guatemala
En Guatemala el festejo es el 17 de junio.

### Honduras
En Honduras se festeja el 19 de marzo, día de San José según la tradición católica (santo patrono de los carpinteros); según la Biblia, José, el padre de Jesús, era carpintero.

### México
En México el día del padre se celebra el tercer domingo de junio. No es un día feriado oficial. Se propuso como celebración en 1946 o 1948, para después celebrarse en las escuelas en los años cincuenta, y cada vez ha tomado más popularidad. Solo el 50 por ciento de los mexicanos lo celebran, a diferencia del 70 por ciento que celebra el día de las madres.

### Nicaragua
En Nicaragua la primera celebración del 23 de junio como Día del Padre Nicaragüense se realizó en 1960. Como en el caso del "Día de la Madre Nicaragüense", hasta el año 2012 no existió ningún decreto legislativo o ejecutivo que fijase esta fecha como un reconocimiento social y de promoción a la paternidad responsable.

### Panamá
En Panamá se festeja el tercer domingo de junio.

### Paraguay
En Paraguay se festeja el tercer domingo de junio.

### Perú
En Perú se celebra el día del padre el tercer domingo de junio.

### República Dominicana
En República Dominicana se celebra el último domingo de julio.

### Uruguay
En Uruguay se celebra el segundo domingo de julio.

### Venezuela
En Venezuela se festeja el tercer domingo del mes de junio.

## Tradiciones de Asia

### Filipinas
En Filipinas se festeja el tercer domingo de junio.

### Japón
En Japón es llamado 父の日 (chichi no hi) y se festeja el tercer domingo de junio.

### Turquía
En la República de Turquía es llamado "babalar günü" y se festeja el tercer domingo de junio.

## Tradiciones en Europa

### Alemania
En Alemania hay dos celebraciones asociadas con el Día del Padre. Por un lado el Vatertag se celebra el Día de la ascensión de Jesús, cuarenta días después del Domingo de Resurrección, y es fiesta nacional. Por el otro, el Herrentag es una celebración tradicional consistente en hacer un viaje sólo de varones subiendo por una montaña con carros con vino o cerveza y comida regional.

### España
En España el Día del Padre se celebra todos los años el 19 de marzo, Día de San José. En Valencia en particular, coincidiendo con la cremà de las Fallas en honor a San José.
En 1948, Manuela Vicente Ferrero, conocida por su seudónimo literario "Nely" y maestra en la Dehesa de la Villa decidió celebrar en su escuela una jornada festiva para agasajar a los padres de sus alumnas. La idea surgió porque "los padres también queremos a nuestros hijos" la celebración del Día de la Madre y le transmitieron su deseo de tener un día en el que fueran ellos los homenajeados a "una madre, maestra de escuela" presente quien "plasmó esa idea en las páginas de la revista" (El Magisterio Español). Aquella primera jornada en honor de los padres, incluía misa, entrega de obsequios elaborados manualmente por las niñas y un festival infantil con poesías, bailes y teatro. Sus convicciones religiosas la llevaron a pensar en la idoneidad de elegir la fecha de la onomástica de San José, considerándole modelo de padres y cabeza de la familia cristiana, humilde y trabajadora.
La idea prosperó y la maestra difundió su iniciativa al año siguiente a través de las páginas de "El Correo de Zamora" y el "Magisterio Español", publicaciones para las cuales trabajaba, durante una entrevista en el programa de Radio Nacional titulado "Última hora de actualidad", explicó personalmente a los oyentes, la historia de ese “Día”. La idea de Vicente Ferrero tuvo como propagandista al entonces director gerente de Galerías Preciados, José Fernández Rodríguez, quien en 1953 propagó la idea con una campaña en prensa y radio. Más tarde se sumó un empresario competidor, Ramón Areces, director gerente de El Corte Inglés.
Otra tradición habitual en España a partir del siglo XXI es realizar un detalle o regalo al padre, de parte de los hijos. 

### Francia
La "Fête des pères" se celebra en Francia el tercer domingo de junio.

### Italia
La "Festa del papà" se celebra en Italia el 19 de marzo, día de San José, esposo de la Santísima Virgen María, símbolo de humildad y entrega. Los primeros en celebrarlo fueron los monjes benedictinos en 1030, seguidos por los Siervos de María en 1324 y por los franciscanos en 1399. Luego fue promovido por las intervenciones de los Papas Sixto IV y Pío V, y se extendió a toda la Iglesia en 1621 por Gregorio XV. Hasta 1976, el día en que la Iglesia celebra a San José era considerado festivo en Italia también a efectos civiles, pero esto fue eliminado con la ley número 54 del 5 de marzo de 1977, mientras que en el Cantón Ticino, en otros cantones de Suiza y en algunas provincias de España, este día es festivo.  
En 2008 se presentaron algunos proyectos de ley para la restauración de las fiestas suprimidas con fines civiles: San José, Ascensión, Corpus Domini, Santos Pedro y Pablo y el lunes de Pentecostés. San José, como arquetipo del padre, en la tradición popular también protege a los huérfanos, a las jóvenes solteras ya los más desdichados. De acuerdo con esto, en algunas zonas de Sicilia, el 19 de marzo es una tradición invitar a los pobres a almorzar.  
En otras zonas la fiesta coincide con la fiesta de fin de invierno: como ritos propiciatorios, se queman los campos baldíos y se encienden hogueras en las plazas para ser vencidos de un salto.

### Rumanía
En Rumanía el Día del Padre se celebra el segundo domingo de mayo.

## Tradiciones en Oceanía

### Australia
En Australia el Día del Padre se celebra el primer domingo de septiembre.

### Nueva Zelanda
En Nueva Zelanda el Día del Padre se celebra el primer domingo de septiembre.